# Stražbenica (Petrinja)
Stražbenica je mjesto u Sisačko-moslavačkoj županiji, administrativno u sastavu grada Petrinje, smješteno južno od grada, na prometnici Petrinja - Hrvatska Kostajnica.

## Stanovništvo
Prema popisu stanovništva 2001. godine...
| broj stanovnika | 151   | 175   | 173   | 195   | 232   | 277   | 243   | 258   | 176   | 185   | 163   | 147   | 145   | 126   | 17    | 9     | 6     |
|                 | 1857. | 1869. | 1880. | 1890. | 1900. | 1910. | 1921. | 1931. | 1948. | 1953. | 1961. | 1971. | 1981. | 1991. | 2001. | 2011. | 2021. |

## Poznate osobe
- Duško Pavlović, ekonomski znanstvenik

## Vanjske poveznice
- Službene stranice grada Petrinje
- Turistička zajednica grada Petrinje  Arhivirana inačica izvorne stranice od 20. svibnja 2008. (Wayback Machine)